# پوزنان ۱۵۷۲
سیارک ۱۵۷۲ (به انگلیسی: 1572 Posnania، نامگذاری:1949SC) هزار و پانصد و هفتاد و دومین سیارک کشف شده‌است که در ۲۲ سپتامبر ۱۹۴۹ کشف شد.
قدر مطلق سیارک برابر ۱۰٫۰۰ است.